# Jewel of the Seas
La Jewel of the Seas è una nave da crociera appartenente alla classe Radiance di Royal Caribbean International. La nave è stata completata nella primavera del 2004 con il viaggio inaugurale nel maggio dello stesso anno. La Jewel è una delle navi più recenti della Royal Caribbean International e ha la più alta percentuale di cabine esterne della flotta. È utilizzato in molte crociere differenti, soprattutto nei Caraibi. Durante il periodo estivo, Jewel of the Seas opera nel Baltico e dal 2012 che naviga anche in Norvegia e in Islanda. In autunno è operativa in Canada e New England. Durante le crociere invernali ancora nei Caraibi. Da luglio 2021 partirà da Cipro per crociere nelle isole greche.